# 净藏禅师塔
34°29′36.7″N 112°59′43.7″E / 34.493528°N 112.995472°E
净藏禅师塔位于中国河南省登封市嵩山南麓的会善寺西侧，是会善寺僧人净藏禅师的墓塔，是中国现存唯一一座唐代八角仿木结构砖塔，1988年被列为第三批全国重点文物保护单位。
从塔身上的铭文可知净藏禅师于唐天宝五年（746年）圆寂后，其弟子为其建此塔。塔由地宫、基座、塔身、塔顶四部分组成，高10.35米。